# داخل و خارج (فیلم)
داخل و خارج (به هندی: Andar Baahar) یا درون بیرون فیلمی محصول سال ۱۹۸۴ و به کارگردانی راج ان. سیپی است. در این فیلم بازیگرانی همچون آنیل کاپور، جکی شروف، دنی دنزونگپا، مون مون سان، آنیتا راج، پاریکشیت سهنی، بینا بانرجی ایفای نقش کرده‌اند.